# Wolfgang Streeck

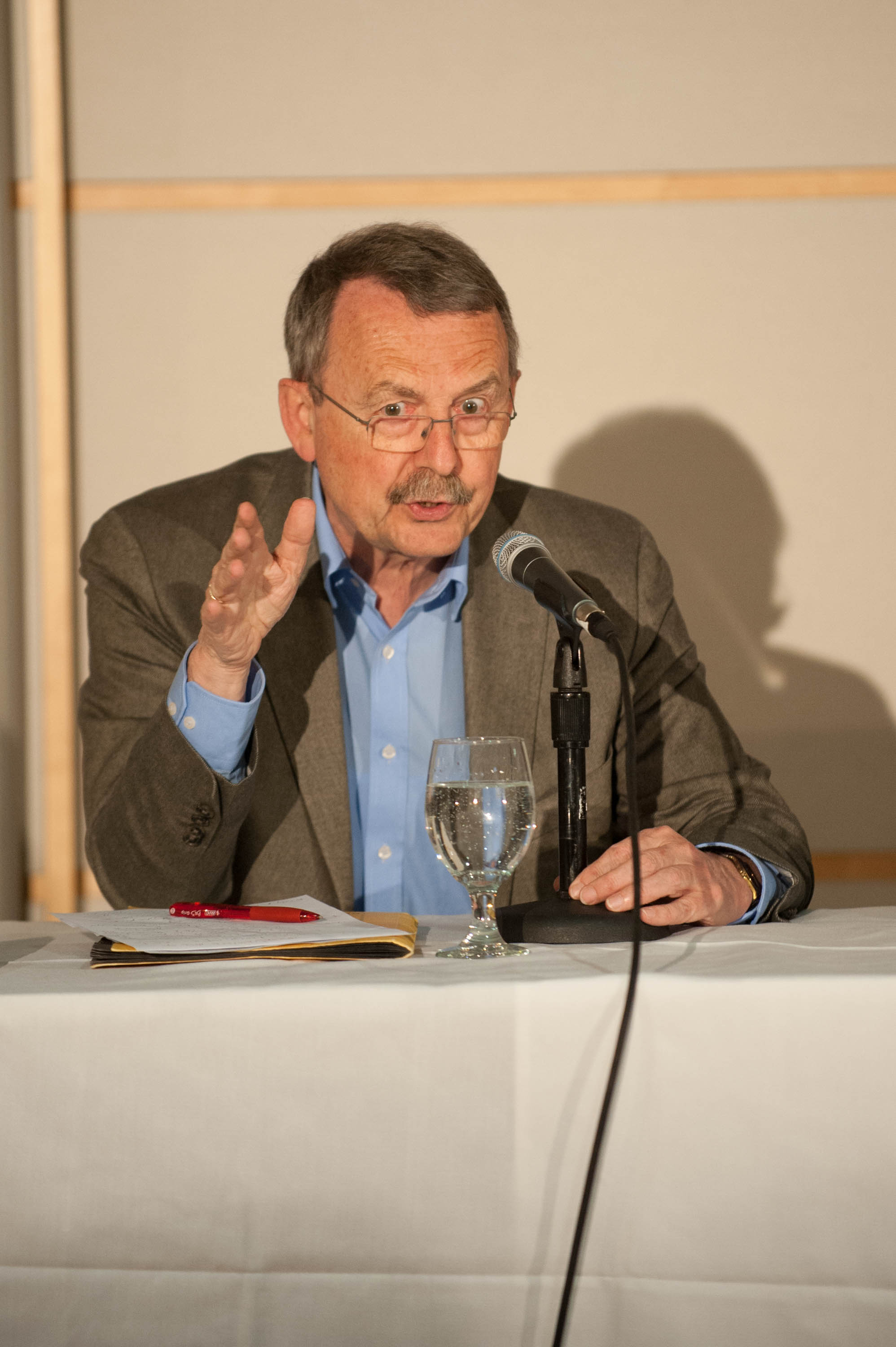
Wolfgang Streeck, 2017

Wolfgang Streeck (* 27. Oktober 1946 in Lengerich) ist ein deutscher Soziologe und Direktor emeritus am Max-Planck-Institut für Gesellschaftsforschung in Köln.

## Leben
Streeck wuchs im Siegerland in einfachen Verhältnissen auf. Seine Eltern waren Vertriebene, die nach Ende des Zweiten Weltkrieges 1945 aus Osteuropa fliehen mussten. Seine Mutter wurde als Sudetendeutsche aus der Tschechoslowakei vertrieben. Er studierte Soziologie in Frankfurt am Main (u. a. bei Theodor W. Adorno) und New York und war anschließend als wissenschaftlicher Assistent an der Universität Münster tätig. Seiner Promotion 1980 in Frankfurt am Main mit der Dissertation Gewerkschaftliche Organisationsprobleme in der sozialstaatlichen Demokratie (Athenäum 1981) folgte 1986 die Habilitation im Fach Soziologie an der Universität Bielefeld. Während seiner Studienzeit war er aktives Mitglied im Sozialdemokratischen Hochschulbund (SHB) und Mitbegründer des Sozialistischen Büros in Offenbach am Main. Von 1980 bis 1988 war er Senior Research Fellow am Wissenschaftszentrum Berlin. Danach war er von 1988 bis 1995 Professor für Soziologie und Industrielle Beziehungen an der University of Wisconsin–Madison.
Seit 1995 war er Direktor am Max-Planck-Institut für Gesellschaftsforschung in Köln. 1999 übernahm er eine Professur für Soziologie an der Fakultät für Wirtschafts- und Sozialwissenschaften der Universität zu Köln. Er ist seit 1998 Mitglied der Berlin-Brandenburgischen Akademie der Wissenschaften und seit 2002 der Academia Europaea. 2016 wurde er als auswärtiges Mitglied (Corresponding Fellow) in die British Academy gewählt. Ende Oktober 2014 wurde er emeritiert.
Streeck widmet sich in seinen Arbeiten vor allem Fragestellungen aus den Bereichen Wirtschaft und Politik und deren Wechselbeziehungen. Dabei bedient er sich eines historisch-vergleichenden institutionellen Ansatzes.
Mit 16 Jahren wurde Streeck Mitglied der SPD. Nach Thilo Sarrazins Vorschlag, Schwangerschaften von Akademikerinnen staatlich zu prämieren, trat er aus der SPD aus. Ab 2018 engagierte er sich aufgrund einer Anregung durch Bernd Stegemann in Sahra Wagenknechts Organisation Aufstehen. Die Zeit bezeichnete Streeck 2024 als einen der Vordenker des BSW.

## Lehre

### Frankfurter Adorno-Vorlesungen 2012
Streeck meint, dass der sogenannte Spätkapitalismus, wie in Krisentheorien der 1960/70er Jahre beschrieben, in Wahrheit der Anfang einer damals unvorstellbaren Expansion kapitalistischer Produktions- und Konsumtionsverhältnisse gewesen sei. Dabei sei diese Expansion von einer fast 40 Jahre dauernden Steigerung von Inflation, von Staats- und Privatverschuldung begleitet gewesen, die in der heutigen internationalen Banken- und Fiskalkrise ihren vorläufigen Höhepunkt gefunden habe. Die Fiskalkrise habe sich jetzt zu einer fundamentalen Krise im Verhältnis von Demokratie und Kapitalismus ausgewachsen; sie berühre damit das Staatensystem der entwickelten Industriegesellschaften insgesamt.
Die drei Vorlesungen am Frankfurter Institut für Sozialforschung behandeln die Verhinderung beziehungsweise den zeitweiligen Aufschub der schon in den 1970er Jahren vorhergesagten „Legitimationskrise“ des Systems durch Inflation, Staats- und Privatverschuldung, die einander bis zum Zusammenbruch des „Pumpkapitalismus“ (Ralf Dahrendorf) folgten. An die Stelle des Wachstums der Nachkriegsjahre traten nach 2007 verteilungspolitische „Pazifizierungsinstrumente“, als ein Mittel, das innergesellschaftliche Verhältnis von Arm und Reich anders zu bestimmen. Die Vorlesungen beschreiben die Finanz- und Fiskalkrise des Jahres 2012 als Prozess einer langfristigen Gewichtsverschiebung im Verhältnis der Faktoren „Demokratie“ und „Kapitalismus“, sie zeichnen den Wandel vom Steuer- zum Schuldenstaat nach, sie untersuchen die Folgen für eine demokratische Politik und diskutieren die jetzige Entwicklung hin zu einem „Konsolidierungs- und Austeritäts-Staat“. Die demokratische Beteiligung wurde zu bloßer Unterhaltung herabgewürdigt und zudem von politisch-ökonomischen Entscheidungen abgekoppelt. Was in den letzten Tagen (Juni 2012) als „Wachstumsprogramme“ politisch verkauft wurde, ist nichts weiter als eine „Umverpackung der nach wie vor alternativlos verfolgten Austeritäts- und Deregulierungsstrategie“.
Jürgen Habermas, der die Buchpublikation der Vorlesungen mit großem Respekt vor der diagnostischen Analyse des Autors lobt, sie gar mit der Marxschen Schrift Der achtzehnte Brumaire des Louis Bonaparte vergleicht, kritisiert indessen Streecks „nostalgische Option“ für den Rückzug in die europäische Kleinstaaterei.

### Verhältnis zur Europäischen Union
In einem „Spiegel“-Interview erklärte er, dass die EU „zum Scheitern verurteilt“ sei und spricht sich für die Rückkehr zu souveränen Nationalstaaten aus. In diesem Zusammenhang lobt er den Brexit und zeigt Verständnis für Viktor Orbáns Verhalten. Günther Nonnenmacher, der Rezensent seines Buches Zwischen Globalismus und Demokratie (2021), bescheinigt ihm, dass für einen solchen Wurf Mut, „allerdings auch eine Portion Größenwahn“ gehört. Nonnenmacher konstatiert bei ihm „eine bis zum Hass gesteigerte Abneigung“ gegen die EU. In einer Rezension in der Süddeutschen Zeitung merkt Nils Minkmar kritisch an, dass sich Streeck in seiner EU-Kritik „verrennt“. Ein „ganzes Kapitel lang“ mühe er sich tapfer ab, „die EU als scheiterndes Imperium darzustellen“, und „alles, was die EU so macht“, beschreibe er „als imperiale Geste“. Ein Imperium, so Minkmar, verfüge über eine Armee, einen Repressionsapparat und einen Herrscher an der Spitze und verstehe sich auch als solches. Daher sei die EU, „wie man es dreht und wendet, einfach kein Imperium“.

## Kontroversen
In der FAZ bezeichnete deren Mitherausgeber Jürgen Kaube Streeck als „soziologische[n] spin doctor der Agenda 2010“. Die Politikwissenschaftlerin Cornelia Fraune vertritt hingegen die These, Streecks Bündnis für Arbeit habe keinen direkten Einfluss auf die Agenda 2010 gehabt. Dagegen spricht, dass Streeck und Rolf Heinze als Mitglieder des Bündnisses in einem gemeinsamen „Spiegel“-Artikel eine Reformstrategie des Arbeitsmarktes entwarfen, die die Schaffung eines Niedriglohnsektors vorsah.
Im März 2022 kritisierte er in der New Left Review scharf die Ankündigung von Bundeskanzler Olaf Scholz, einen Fonds über 100 Milliarden Euro zur Stärkung der deutschen Verteidigungsausgaben einzurichten und das so genannte 2-%-Ziel der NATO einzuhalten; in der Folge würden nur Rüstungsgüter im Sinne der Strategie der NATO und somit faktisch der USA beschafft. Trotz der hohen Rüstungsausgaben der USA, Großbritanniens und Frankreichs wären diese der Ukraine nicht militärisch beigestanden. Er plädierte auch angesichts des Kriegs in der Ukraine für eine Debatte in Deutschland, was es bedeute, sein Territorium zu verteidigen. Zugleich kritisierte er, dass die USA Russlands Sicherheitsinteressen nicht ernst genommen habe. Die FAZ kommentierte das von Streeck verwendete Bild eines „unerbittlichen Ringkampf am Rande des Abgrunds, in dem schließlich beide Seiten von der Klippe stürzen“ als für den Leser abstoßende, skandalöse Relativierung des von Russland begonnenen Krieges.
Im Februar 2023 war Streeck Erstunterzeichner einer von Sahra Wagenknecht und Alice Schwarzer initiierten Petition an Olaf Scholz, die zu Diplomatie und Verhandlungen aufrief, und sich gegen weitere „eskalierende Waffenlieferungen“ an die Ukraine im Zuge des russischen Überfalls aussprach.

## Zitate
Streeck sah in der Weltfinanzkrise ab 2007 die Fortsetzung eines langfristigen Trends zur Zunahme der Staatsverschuldung und damit abnehmender Handlungsfähigkeit des Staates, der von den Banken als Geisel genommen worden sei:

„Möglich, dass der finanzielle Kraftakt, den wir derzeit beobachten, der letzte ist, zu dem das westliche Staatensystem in der Lage ist. Danach wäre der Kapitalismus, wie er immer gewollt hat, sich selbst überlassen.“

„Es scheint einen Imperativ zu geben: Die Forderungen des Finanzsektors an die Staaten müssen absoluten Vorrang haben vor den Forderungen der Bürger an die Staaten.“

In einer Polemik 2012 charakterisierte er Wirtschafts- und Finanzexperten als Kapitalversteher, „deren besonderes Know-how darin besteht, den Eigentümern von Produktionsmitteln ihre Wünsche von den Lippen abzulesen und sie für den öffentlichen Gebrauch in »Sachzwänge« zu übersetzen.“
Den französischen Präsidentschaftskandidaten Macron apostrophierte er 2017 als „Schaufensterpuppe der Finanzwirtschaft“.
Ende 2017 prognostizierte er das Ende der Ära Merkel:

„Die Ära Merkel geht zu Ende. Zum Glück, denn sie steht für den sinnentleerten Machterhalt einer Monarchin.“

Er schlägt vor, Europa zu dezentralisieren:

„Ich denke, dass uns keine andere Wahl bleibt, als Europa zu dezentralisieren.“

In einem Aufsatz in der britischen „New Left Review“ stellt sich ihm die westliche Einigkeit gegenüber der russischen Aggression als Effekt des amerikanischen Imperialismus dar. Die Lektion über den Funktionsmechanismus eines solchen Imperiums lernten derzeit angeblich die „EU-Europäer“, insbesondere Politiker mit grüner Parteizugehörigkeit:
„Wenn man den USA erlaubt, einen zu beschützen, schlägt die Geopolitik alle andere Politik, und diese Geopolitik wird von Washington allein definiert.“

## Schriften (Auswahl)
- Taking Back Control? States and State Systems After Globalism. Verso, London 2024, ISBN 978-1-83976-729-6.
- Zwischen Globalismus und Demokratie: Politische Ökonomie im ausgehenden Neoliberalismus. suhrkamp, Berlin 2021, ISBN 978-3-518-42968-6.
- Critical Encounters. Capitalism, Democracy, Ideas. Verso Books, London 2020, ISBN 978-1-78873-874-3.
- How Will Capitalism End?: Essays on a Failing System. Verso Books, Brooklyn 2016, ISBN 978-1-78478-401-0
- Wie wird der Kapitalismus enden? Teil I. In: Blätter für deutsche und internationale Politik, Heft 3/2015, mpifg.de (PDF; 220 kB)
- Wie wird der Kapitalismus enden? Teil II. In: Blätter für deutsche und internationale Politik, Heft 4/2015 mpifg.de (PDF; 209 kB)
- Gekaufte Zeit: Die vertagte Krise des demokratischen Kapitalismus. Suhrkamp, Berlin 2013, ISBN 978-3-518-58592-4.
- Re-Forming Capitalism: Institutional Change in the German Political Economy. Oxford University Press, Oxford 2009.
- Governing interests: business associations facing internationalization. Routledge, 2006, ISBN 0-415-36486-8.
- mit Colin Crouch: The diversity of democracy: corporatism, social order and political conflict. Edward Elgar Publishing, 2006, ISBN 1-84542-613-4.
- mit Kathleen Ann Thelen: Beyond continuity: institutional change in advanced political economies. Oxford University Press, 2005, ISBN 0-19-928046-0.
- mit Martin Höpner: Alle Macht dem Markt? Fallstudien zur Abwicklung der Deutschland AG. Campus Verlag, 2003, ISBN 3-593-37265-7.
- mit Kôzô Yamamura: The origins of nonliberal capitalism: Germany and Japan in comparison. Cornell University Press, 2001, ISBN 0-8014-3917-5.
- Korporatismus in Deutschland: Zwischen Nationalstaat und europäischer Union. Campus Verlag, 1999, ISBN 3-593-36320-8.
- Internationale Wirtschaft, nationale Demokratie: Herausforderungen für die Demokratietheorie. Campus Verlag, 1998.
- mit Colin Crouch: Political economy of modern capitalism: mapping convergence and diversity. SAGE, 1997, ISBN 0-7619-5653-0.
- Staat und Verbände. Westdeutscher Verlag, 1994, ISBN 3-531-12661-X.
- Status und Vertrag als Grundkategorien einer soziologischen Theorie der industriellen Beziehungen: Habil.-Vortrag, gehalten am 12. November 1986 vor d. FAK. Für Soziologie d. Univ. Bielefeld. Veröffentlicht von WZB, Forschungsschwerpunkt Arbeitsmarkt u. Beschäftigung, 1988.